# 利府線

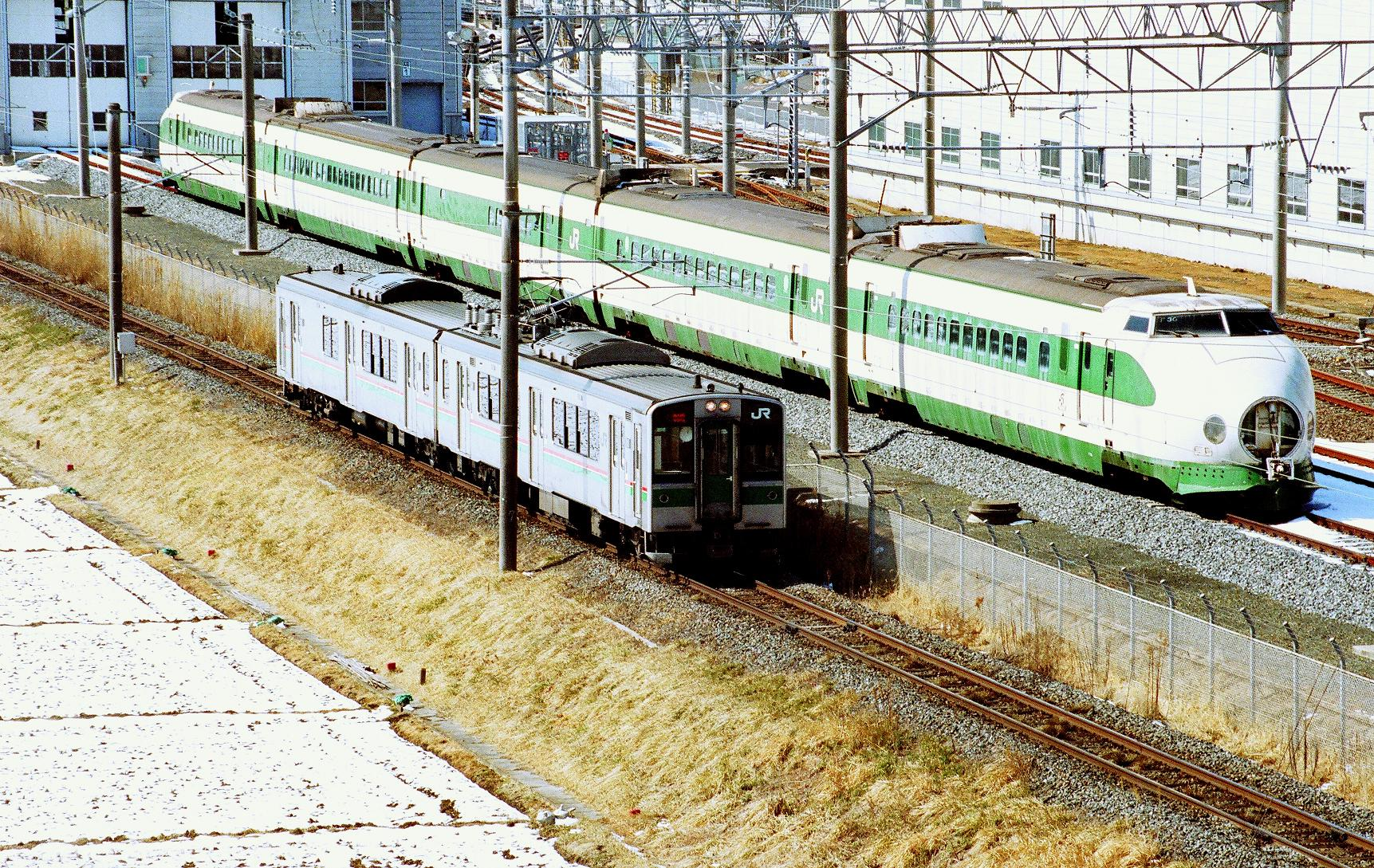
新幹線綜合車輛中心的旁邊行走往利府的列車。
（2003年1月22日攝）

利府線（日语：／ Rifu sen */?）是一條連結宮城縣仙台市宮城野區的岩切站至同縣宮城郡利府町的利府站，屬於東日本旅客鐵道（JR東日本）東北本線的铁路支线通稱。亦稱利府支線。
岩切站至與東北本線的本線的分岔點，有新幹線綜合車輛中心途經新利府站至利府站的單線路線。現在作為東北本線的盲腸線，主要連結利府町與仙台方向進行地域輸送。
全線包括在IC乘車卡「Suica」的仙台地域。

## 路線資料
- 管轄（營業種別）：東日本旅客鐵道（第一種鐵道事業者）
- 路線距離（營業距離）：岩切站－利府站 4.2公里
- 軌距：1067毫米
- 站數：3個（包括起點）
- 複線路段：沒有（全線單線）
- 電氣化路段：全線（交流電20,000V 50Hz）
- 閉塞方式：特殊自動閉塞式
- 最高速度：95公里/小時

全線由仙台支社管轄。

### 年表
- 1890年（明治23年）4月16日：日本鐵道岩切站－一之關站間開業（山線）。
- 1894年（明治27年）1月4日：利府站開業。
- 1906年（明治39年）11月1日：國有化。
- 1909年（明治42年）10月12日：路線名稱制定，成為東北本線。
- 1913年（大正2年）3月20日：利府站－松島站（舊站）間開設赤沼信號所（日语：赤沼信号場）。
- 1918年（大正7年）8月16日：松島站（舊站）－鹿島台站間開設幡谷信號所。
- 1922年（大正11年）4月1日：赤沼信號所、幡谷信號所改稱赤沼信號場、幡谷信號場。
- 1932年（昭和7年）12月26日：幡谷信號場升格，品井沼站開業。
- 1944年（昭和19年）11月15日：陸前山王站－品井沼站間開業（海線、東北海岸線）。塩竈線編入東北本線岩切站－陸前山王站間。當初只限貨物營業。
- 1950年（昭和25年）10月1日：利府站－松島站（舊站）間的赤沼信號場廢除。
- 1956年（昭和31年）7月9日：陸前山王站－品井沼站間（海線路線）開設鹽釜站與新松島站（現、松島站）。
- 1962年（昭和37年）
  - 4月20日：松島站（舊站）－品井沼站間（山線路線）廢除。成為東北本線的支線。
  - 7月1日：利府站－松島站（舊站）間廢除。開始稱為利府線。海線的新松島站改稱松島站。（舊）松島站開設代替站愛宕站。
- 1978年（昭和53年）10月2日：交流電氣化。
- 1982年（昭和57年）4月1日：新利府站開業。
- 1989年（平成元年）3月11日：一人控制運行化。以屬於小牛田運輸區（日语：小牛田運輸区）Kiha 40型柴油動車組（日语：国鉄キハ40系気動車 (2代)）1輛單行運行。之後更換成701系電力動車組。
- 1995年（平成7年）3月24日：利府線全列車電車化。
- 2003年（平成15年）10月26日：引入IC卡乘車券Suica。

## 車站列表
- 所有列車都是普通列車（停靠所有車站）
- 全線單線。新利府站不可進行列車交會，岩切、利府兩站可進行列車交會[1]
- 所有車站都位於宮城縣內

| 中文站名 | 日文站名 | 英文站名 | 站間營業距離 | 累計營業距離 | 接續路線                                   | 所在地         |
| -------- | -------- | -------- | ------------ | ------------ | ------------------------------------------ | -------------- |
| 岩切     |          |          | -            | 0.0          | 東日本旅客鐵道：東北本線（直通至仙台方向） | 仙台市宮城野區 |
| 新利府   |          |          | 2.5          | 2.5          |                                            | 宮城郡利府町   |
| 利府     |          |          | 1.7          | 4.2          |                                            | 宮城郡利府町   |

- 岩切站－新利府站間通過多賀城市，但不設站。